# Europese Culturele Route

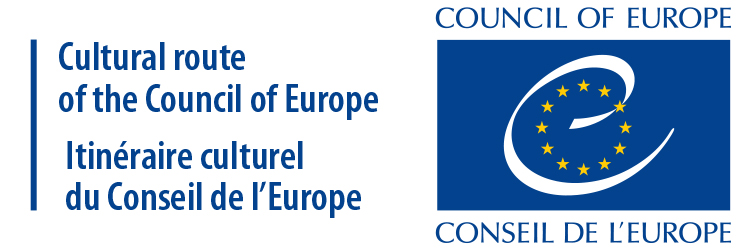

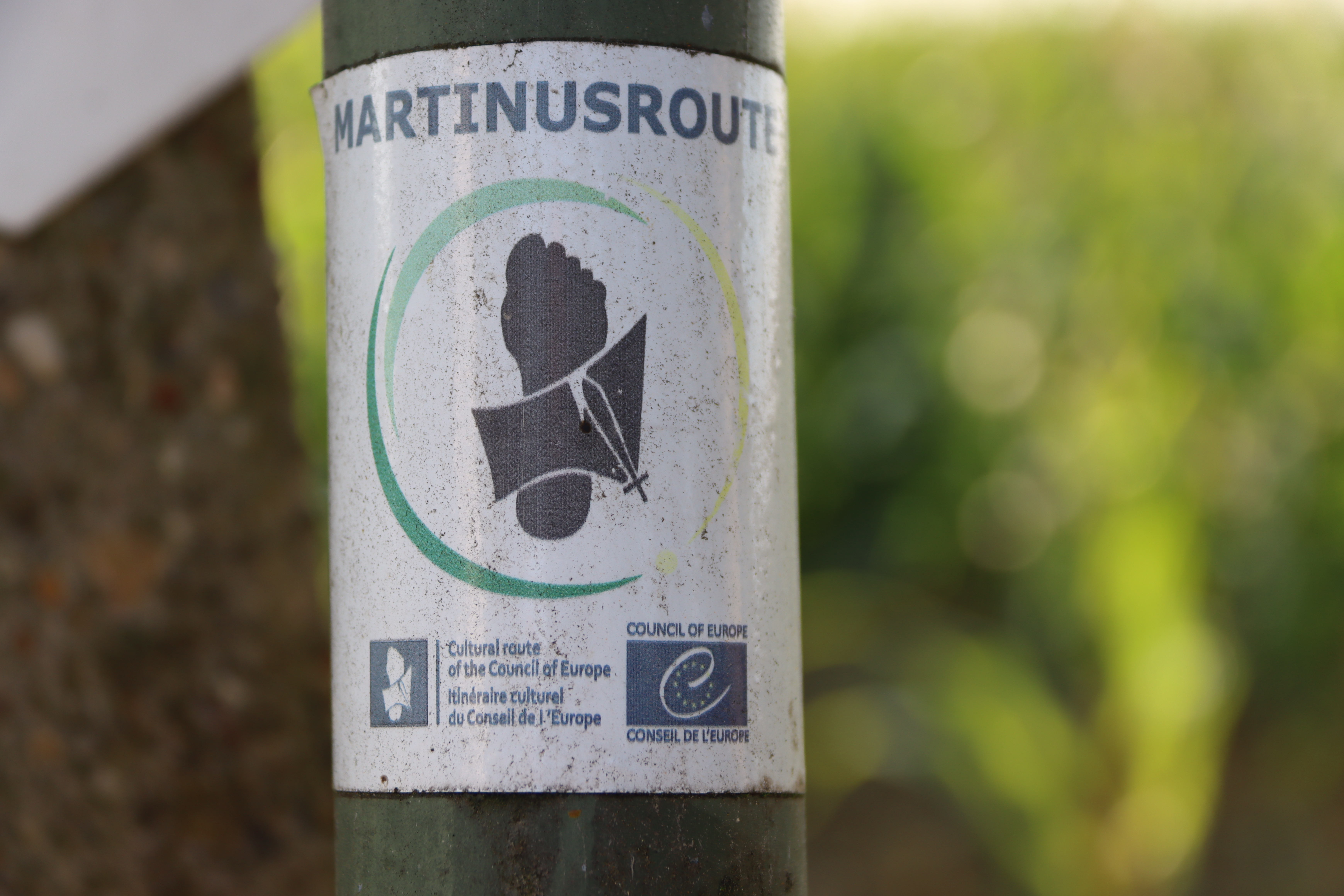
Martinusroute in België

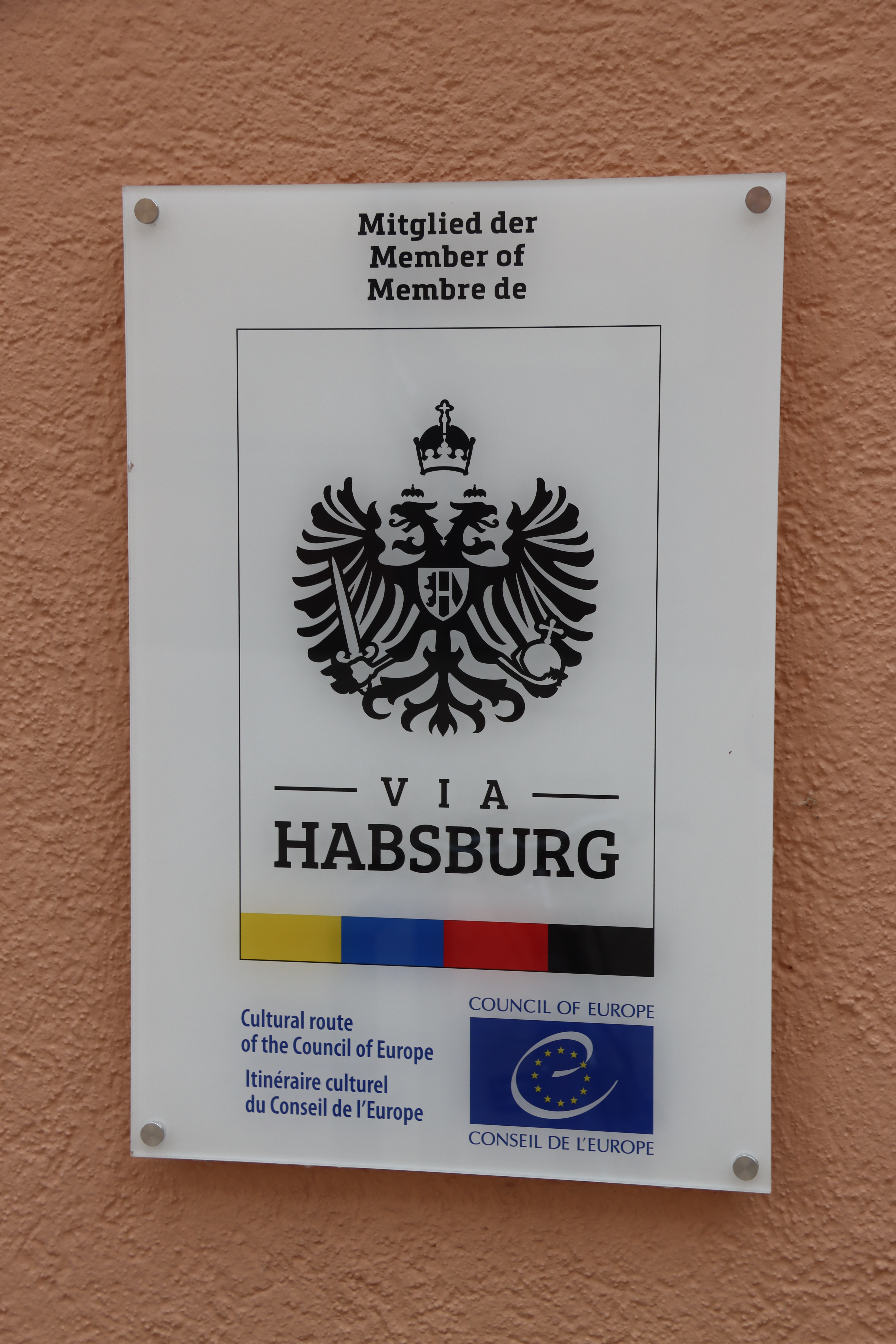
Via Habsburg in Duitsland

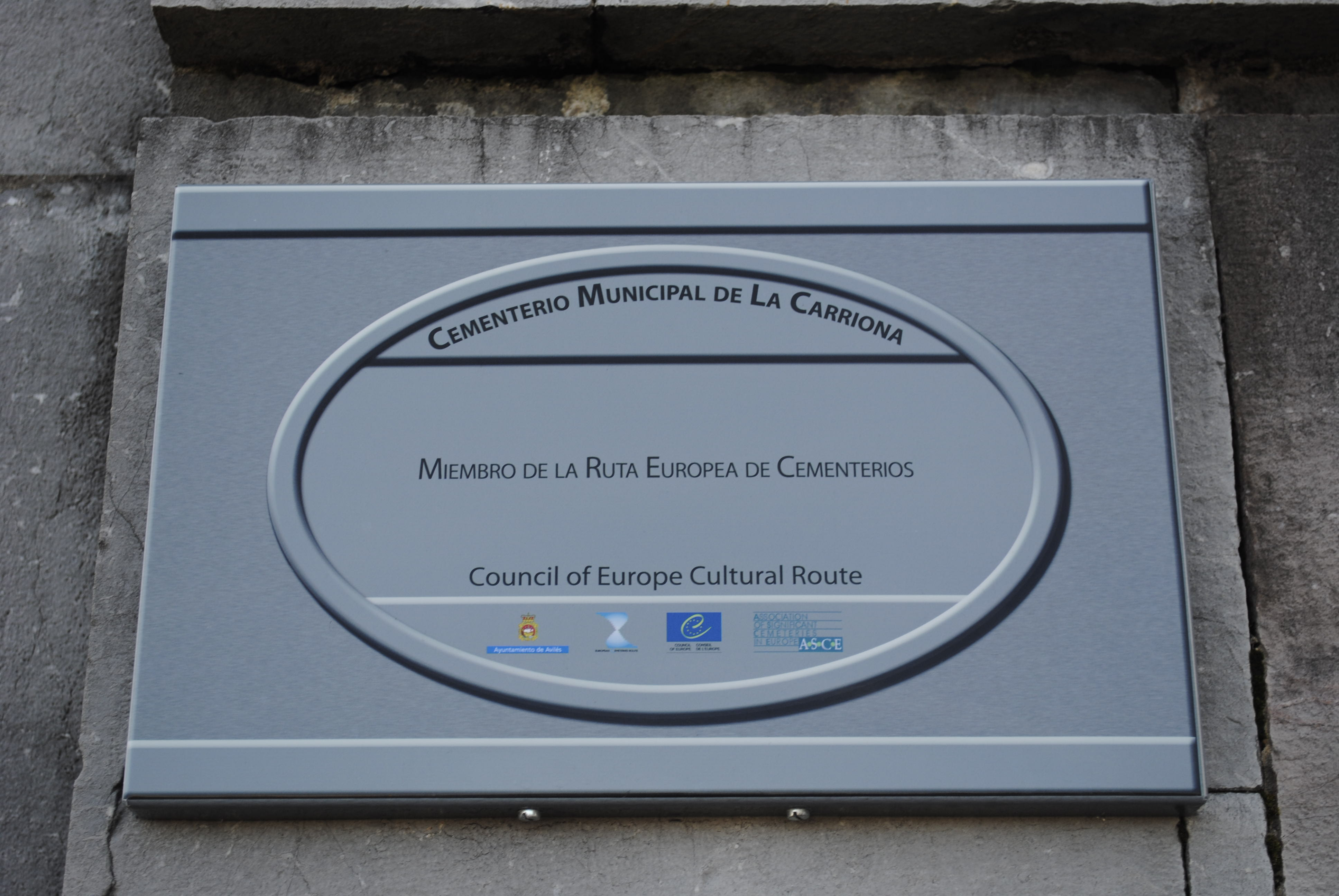
Europese Begraafplaatsen-route in Spanje

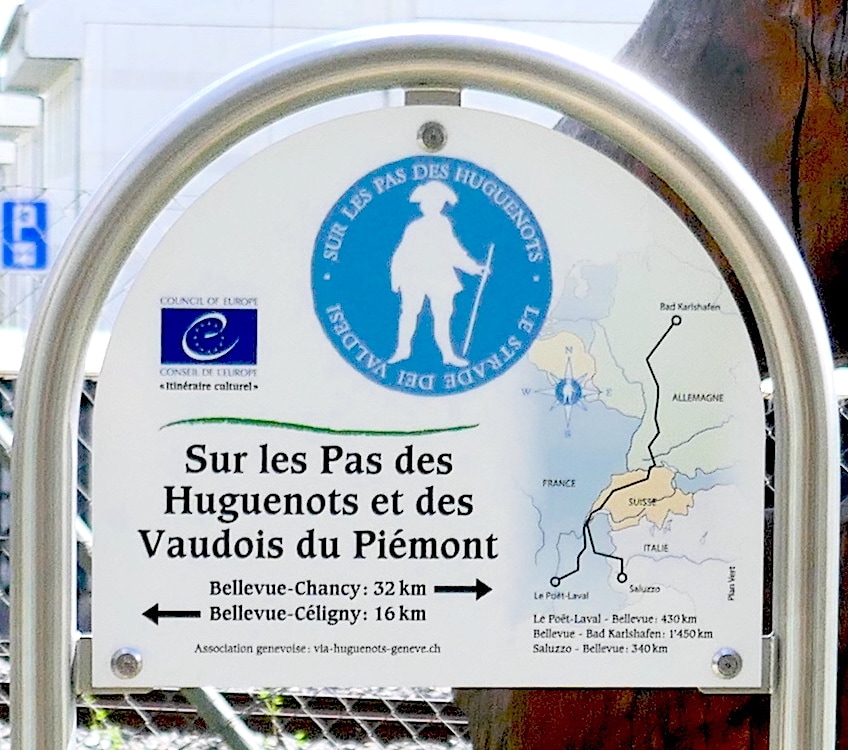
In de voetsporen van de Hugenoten en de Waldenzers-route

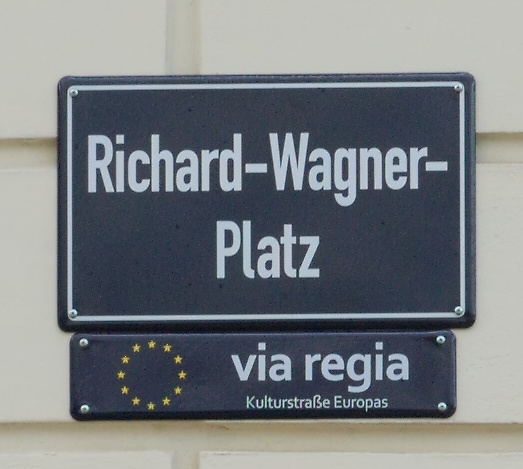
Via Regia in Duitsland

Een Europese Culturele Route is een toeristische route die door de Raad van Europa is erkend als route die in het teken staat van Europees cultureel erfgoed. Dergelijke routes groeperen erfgoedplekken rond een bepaald thema, zoals architectuur, gastronomie, religie, belangrijke figuren uit geschiedenis, wetenschap en kunst.
Het project werd in 1987 gelanceerd om te tonen welk gedeeld erfgoed Europa heeft.
In België en Nederland  gaat het om de Camino, Hanzestedenroute, Karel V-route , Industrieel erfgoedroute, Martinusroute, Impressionismeroute en de Liberation Route Europe.

## Lijst van routes
- De Camino de Santiago (1987)
- De Nieuwe Hanze (1991)
- In de voetsporen van de Vikingen (1993)
- De Via Francigena (1994)
- Het erfgoed van Al-Andalus (1997)
- De Mozart-Wegen (2002)
- De Camino de la Lengua Castellana (2002)
- De routes van de Feniciërs (2003)
- De IJzerroute in de Pyreneeën (2004)
- Europese routes van joods erfgoed (2004)
- De Cluny-sites in Europa (2005)
- De routes van de olijfboom (2005)
- De Martinusroute (2005) [4][5]
- De Via Regia (2005)
- Transromanica, de routes van de Romaanse kunst in Europa (2007)
- Iter Vitis (Route van de wijnbergen) (2009)
- Het Sint Olavspad (2010)
- De routes van de prehistorische kunst (2010)
- De Europese route van de cisterciënzerabdijen (2010)
- De Europese route van de begraafplaatscultuur (2010)
- De Europese route van de historische kuuroorden (2010)
- De Europese Keramiekroute (2012)
- De Europese route van de megaliethencultuur (2013)
- Het Hugenoten- en Waldenzerspad (2013)
- ATRIUM – Architecture of Totalitarian Regimes of the 20th Century in Europe’s Urban Memory (2014)
- Het Europese Jugendstil-netwerk (2014)
- De Via Habsburg (2014)
- In de voetsporen van Romeinse keizers en de wijn (2015)
- De Europese routes van Karel V  (2015)
- In de voetsporen van Robert Louis Stevenson (2015)
- Destination Napoleon (2015)
- Vestingsteden van de Grande Région (2016)
- De Impressionisme-routes (2018)
- De Via Charlemagne (2018)
- De Europese route van de Industriecultuur (2019)
- De route van het IJzeren Gordijn (2019)
- Le Corbusier Destinations (2019)
- Liberation Route Europe (2019)
- De route van de Reformatie (2019)
- De Europese route van de historische tuinen (2020)
- De Via Romea Germanica (2020)
- De Aeneas-route (2021)
- De Alvar Aalto-route – Architectuur en design van de 20ste eeuw (2021)
- De Cyrillus- en Methodius-route (2021)
- De Europese D'Artagnan-route (2021)
- De IJzertijd-Donau-route (2021)
- De route van de historische cafés (2022)
- De Europese Sprookjesroute (2022)
- De route van de vrouwelijke schrijvers (2022)
- De transhumance-routes
- De Leonardo da Vinci-route (2024)
- De route van de historische apotheken (2024)